# 조헌영
조헌영(趙憲泳, 1901년 1월 8일 ~ 1988년 5월 23일)은 조선민주주의인민공화국의 대학 교수이다. 
대한제국 경상북도 영양군에서 출생하였다. 본관은 한양(漢陽)이고 자(字)는 응문(應文)이며 호(號)는 해산(海山)이다. 일제강점기 당시 와세다 대학에서 유학하였으며, 귀국 이후에는 신간회 및 한의학 연구에 몰두하였다. 대한민국 제헌 국회에서 경북 영양군 선거구에서 초대, 제2대 국회의원을 역임하였다. 한국 전쟁 중 피난을 가지 않았다가 조선민주주의인민공화국으로 납북을 당했다. 납북 이후에는 평양의대 및 김일성대에서 의학 교수로 활동하였다.
자식들을 일찍 잃는 아픔을 겪었는데, 1937년 사망한 시인 조동진이 조헌영의 장남이고, 1968년 사망한 시인 조지훈이 조헌영의 차남이다.

## 생애

### 약력
- 영양보통학교 촉탁교원임명
- 재일조선인학우회대표
- 신간회 동경지회장
- 한국민주당 당무위원 겸 조직부장
- 1947년 1월 26일 경교장에서 열린 반탁독립투쟁회 결성에 참여하고, 이철승, 윤보선 등과 함께 반탁투쟁회 중앙집행위원의 한사람으로 선출되었다.
- 1947년 11월 26일 한국민주당 당무위원 겸 상임위원.
- 1949년 3월 20일 민주국민당 당무위원 겸 상임위원.
- 1950년 5월 31일 제2대 무소속 국회의원 재선.
- 1950년: 6.25 전쟁 중 납북
- 1968년: 둘째 아들 조지훈 시인 사망
- 1988년 사망, 재북인사릉 안장

### 학력
- 경상북도 대구보통학교 수료 - (1946년 8월 22일 대구국민학교 명예 졸업장 수여)
- 경상북도 영양보통학교 졸업
- 경상북도 대구고등보통학교 졸업
- 일본 와세다 대학교 영어영문학과 학사
- 조선민주주의인민공화국 평양의과대학교 한의과대학원 한의학 석사·한의학 박사

## 가족 관계
- 할아버지: 조승기(趙承基, 1836년 출생 ~ 1912년 사망. 대한제국 조선 왕조의 유학자, 문인, 무술가, 의병장. 자(字)는 국현(國賢). 아호(雅號)는 남주(南洲).)
  - 아버지: 조인석(趙寅錫, 1879년 출생 ~ 1950년 사망.)
    - 아내: 전주 이씨(全州 李氏)
      - 슬하 3남 1녀
      - 장남: 조동진(趙東振, 1917년 출생 ~ 1937년 사망. 시인. 아호(雅號)는 세림(世林).)
      - 차남: 조지훈(趙芝薰, 1920년 12월 3일 출생 ~ 1968년 5월 17일 사망. 본명 조동탁(趙東卓). 시인, 국문학자, 문학평론가, 수필가, 사회운동가. 한국시인협회 회장.)
        - 손자: 조광열(趙光烈)
        - 손자: 조학열(趙學烈)
        - 손자: 조태열(趙兌烈, 1955년 11월 10일 ~ , 외교관. 조지훈(趙芝薰)의 셋째아들. 제16대 스페인 주재 대한민국 대사. 외교부 제2차관, 윤석열 정부의 두 번째 대한민국의 외교부 장관)

## 인간 관계
- 시인 오일도(吳一島)와 교우 관계를 맺었다.

## 역대 선거 결과
|  | 0% |

|  | 59.62% |